# Vestalis
Vestalis – rodzaj ważek z rodziny świteziankowatych (Calopterygidae).

## Podział systematyczny
Do rodzaju zaliczane są następujące gatunki:
- Vestalis amabilis Lieftinck, 1965
- Vestalis amaryllis Lieftinck, 1965
- Vestalis amethystina Lieftinck, 1965
- Vestalis amnicola Lieftinck, 1965
- Vestalis amoena Hagen in Selys, 1853
- Vestalis anacolosa Lieftinck, 1965
- Vestalis anne Hämäläinen, 1985
- Vestalis apicalis Selys, 1873
- Vestalis atropha Lieftinck, 1965
- Vestalis beryllae Laidlaw, 1915
- Vestalis gracilis (Rambur, 1842)
- Vestalis luctuosa (Burmeister, 1839)
- Vestalis lugens Albarda in Selys, 1879
- Vestalis melania Selys, 1873
- Vestalis nigrescens Fraser, 1929
- Vestalis submontana Fraser, 1934